# Popillia difficilis
Popillia difficilis är en skalbaggsart som beskrevs av Newman 1838. Popillia difficilis ingår i släktet Popillia och familjen Rutelidae. Inga underarter finns listade i Catalogue of Life.